# 루키우스 다수미우스 툴리우스 투스쿠스
루키우스 다수미우스 툴리우스 투스쿠스(Lucius Dasumius Tullius Tuscus)는 로마의 원로원 의원으로, 안토니누스 피우스와 마르쿠스 아우렐리우스 등 황제들의 신임을 받는 조언자 (Amici)였다. 그는 152년 4월부터 6월까지 눈디니움 기간 푸블리우스 수페나스의 동료 집정관인 보좌 집정관을 지냈다.
그는 또한 루키우스 다수미우스 투스쿠스와 루키우스 툴리우스 투스쿠스로도 알려져 있다.

## 가족
Olli Salomies는 이름에서의 공통성, '스텔라티나'라고 하는 같은 부족원이라는 것을 근거로 하여, P. Tullius Callistio라는 같은 이름을 지닌 두 인물을 기리는 금석문들이 P. Tullius Callistio가 봉헌한 것이고, that 127년에 집정관을 지내 푸블리우스 툴리우스 바로가 투스쿠스의 아버지라 주장하였다. 그의 이름에서 '루키우스 다수미우스'라는 부분은 그의 양부를 나타내는데, Salomies는 그가 119년의 동명 집정관 푸블리우스 다수미우스 루스티쿠스와 '분명한 관계'가 있을 것이라 믿는다. 그와 그의 아버지에 대한 기원은 에트루리아 도시 타르퀴니아일 것으로 여기지며, 이곳은 스텔라티나 부족에 속한 지역이었다.
투스쿠스는 마르쿠스 다수미우스 툴리우스 바로의 아버지로 생각되는데 그의 아내 및 혹시 있을 수도 있는 자녀의 이름에 대해서는 기록된 것이 없었다.

## 생애
투스쿠스의 생애에 대해서는 타르퀴니아에서 발견된 금석문을 통해 알려져 있다. 10대 시절에, 그는 현대 학자들한테 비긴티비리를 구성하는 정무관 중 최고 요직이라 여겨진 '트레비스 모네탈리스' 출신 인물이었다. 트리베스 모네탈리스는 보통 파트리키 출신이나 황제의 총애를 받는 젊은이들이 맡았다. 이 직위를 지녔던 플레브스는 보통 성공적인 경력을 누렸다. 이 총애에 대한 증거는 곧 얼마 안 가 들어나는데 싱기두눔을 기반으로 한 플라비아 펠릭스 제4군단에서 트리부누스 밀리툼을 지낸 뒤, 투스쿠스는 안토니누스 피우스 황제의 재무관으로 복무했고, 그 뒤에 아프리카 속주의 프로콘술의 대리 및 레가투스로 있었다. 법무관 및 레가투스 경력은 그에게 영향력 있는 인사들한테 주목과 소개를 받을 수 있는 잠재성을 그에게 가져다 주었다.
공화정 시대의 정무관직인 호민관과 재무관을 거친, 투스쿠스는 '아이라리움 사투르니' 부서장이었다 (147년경-150년경). 보좌 집정관인 동시에 그는 게르마니아 수페리오르 (152년경-158년경) '쿠라토르 오페룸 푸블리코룸' 기간 역시도 같은 시기였을 것으로 추정한다. 그의 마지막 직위는 마르쿠스 아우렐리우스와 루키우스 베루스 재위 기간 마르쿠스 노니우스 마크리누스의 후임자이자 마르쿠스 얄리우스 바수스의 전임자로서 판노니아 수페리오르 총독직이었다.
타르퀴니아에서 출토된 금석문에서 그가 '소달레스 하드리아날레스'와 '소달리 안토니니아니' 등 구성원인 것과 더불어 (마르쿠스 아우렐리우스와 루키우스 베루스 죽은 이후로 추정)명망있는 신성한 직위인 아우구르이기도 함을 나타내고 있다.